# SIGALRM
SIGALRM (от англ. signal и alarm — тревога) — применяемый в POSIX-системах сигнал по истечении времени, предварительно заданного функцией alarm().
Определён как целочисленная константа в заголовочном файле signal.h. Программы обычно используют сигнал при реализации таймаута для долговременной операции или выполнения операции через определённые интервалы. SIGALRM посылается ядром через целое количество секунд после вызова alarm(). Иногда этот механизм используется для реализации функции sleep().
Близкие по поведению сигналы — SIGVTALRM (измеряет не реальное время, а только время выполнения процесса) и SIGPROF (измеряет время самого процесса и время, проведённое в ожидании завершения системных вызовов).